# Evelia Edith Oyhenart
Evelia Edith Oyhenart (General Alvear; 3 de agosto de 1955-La Plata; 25 de enero de 2021) fue una antropóloga argentina, con destacado desempeño como investigadora sobre el crecimiento y nutrición infantil. Fue profesora y decana de la Facultad de Ciencias Naturales y Museo de la Universidad Nacional de La Plata.

## Biografía
Oriunda de Mendoza, Evelia Oyhenart se recibió como Licenciada en Antropología en 1979 en la Facultad de Ciencias Naturales y Museo de la Universidad Nacional de La Plata, obteniendo en 1988 el grado de doctora en la misma casa de estudios. Su tesis lleva como título "Estudio experimental del dimorfismo craneano racial y sexual y su alteración por efecto del mestizaje". Fue miembro de la Carrera de Investigador Científico de CONICET, con lugar de trabajo en el Instituto de Genética Veterinaria Ing. Fernando Noel Dulout (IGEVET) hasta el 2019 y posteriormente en el Laboratorio de Investigaciones en Ontogenia y Adaptación (LINOA).Dentro del campo de la antropología experimental, su línea principal fue el estudio del crecimiento y desarrollo y estado nutricional en la población infantil.
Evelia Oyhenart se desempeñó como docente en la Facultad de Ciencias Médicas (FCM) y en la Facultad de Ciencias Naturales y Museo (FCNyM) de la Universidad Nacional de La Plata (UNLP) y también en la Universidad Nacional del Centro de la Provincia de Buenos Aires (UNICEN).
Sus estudios sobre crecimiento, estado nutricional y composición corporal de la población infantojuvenil a lo largo de diferentes provincias de Argentina le permitió documentar los cambios ocurridos, por ejemplo en la incidencia de la malnutrición por déficit y exceso, y en la edad de la menarquia en otros. 
Ocupó numerosos cargos en su vida académica. Entre 1997 y 1999, fue presidenta de la Asociación de Antropología Biológica de Argentina. Entre 2000 y 2018 presidió la Asociación Latinoamericana de Antropología Biológica. En 2007 fue electa como decana de la Facultad de Ciencias Naturales y Museo de la UNLP, desempeñándose en ese cargo en el período 2007-2010, continuando como vicedecana entre 2010 y 2014. Desde 2019 se desempeñó como directora del Laboratorio de Investigaciones en Ontogenia y Adaptación (LINOA), en la Facultad de Ciencias Naturales y Museo de la UNLP. Formada en la investigación en antropología biológica por el reconocido antropólogo Héctor Mario Pucciarelli, Evelia Oyhenart tuvo un destacado papel en la formación de recursos humanos en su área, dirigiendo varias tesis doctorales y tesinas de licenciatura.
Evelia Oyhenart publicó más de 100 artículos en revistas y libros sobre su especialidad; algunos de ellos han sido publicados póstumamente. Dictó cursos y conferencias a nivel nacional e internacional. También se desempeñó a lo largo de su carrera como evaluadora de proyectos, artículos científicos y concursos. 
Su fallecimiento fue lamentado por la comunidad universitaria.

## Distinciones
1. Premio: "Profesor Domingo Mansi" otorgado por la Asociación Rioplatense de Anatomía. Mar del Plata (Buenos Aires). 1982. Título del trabajo: "Variación  proteico-mineral en huesos craneanos provocada por distintos niveles de ingestión proteico-calórica".
2.  Premio: "Best  Experimental  Study" otorgado por Pharmacia & Upjohn. 25th International Symposium Growth Hormone and Growth Factors in Endocrinology  and  Metabolism. Estambul. 1998. Título  del  trabajo: "Growth hormone (r-hGH) effects on rats with intrauterine growth retardation (IUGR)".
3. Mención al Trabajo: Velocidad de Recuperación Postnatal del Peso Corporal de Ratas con Retardo del Crecimiento Intrauterino Tratadas con Hormona de Crecimiento (GH). Guimarey, L.; Oyhenart, E.E.; Quintero, F.; Fucini, M. XXXVI Reuniao Da Sociedade Latinoamericana de Investigacao Pediatrica, 1998.
4. Premio a la Labor Científica como Investigador Formado 2010 Universidad Nacional de La Plata.

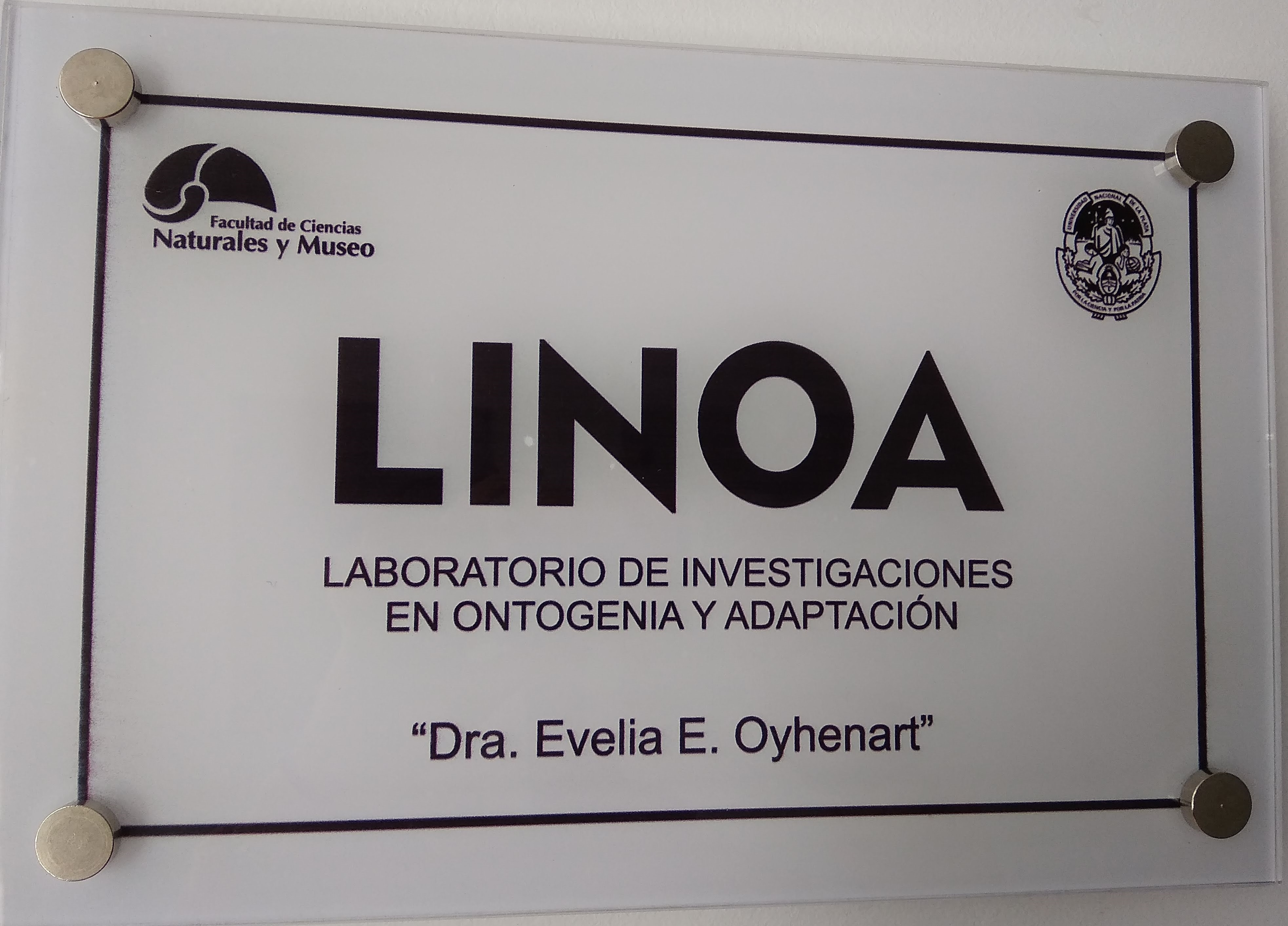
El Laboratorio de Investigaciones en Ontogenia y Adaptación (LINOA) lleva el nombre de la Dra. Evelia Edith Oyhenart, quien impulsó su creación y se desempeñó como su directora hasta el inicio del 2021.

## Homenaje
El 18 de agosto de 2022 se descubrió una placa conmemorativa en las instalaciones del Laboratorio de Investigaciones en Ontogenia y Adaptación (LINOA) que lleva el nombre "Dra. Evelia E. Oyhenart" en honor y reconocimiento a su contribución a la Antropología Biológica y a la Facultad de Ciencias Naturales y Museo.